# Cumberland megye (Pennsylvania)
Cumberland megye az Amerikai Egyesült Államokban, azon belül Pennsylvania államban található. Megyeszékhelye és legnagyobb városa Carlisle. Lakosainak száma 259 469 fő (2020. április 1.). Cumberland megye Perry, Dauphin, York, Adams és Franklin megyékkel határos.

## Népesség
A megye népességének változása:
| Lakosok száma | 235 978 | 236 979 | 239 164 | 241 212 | 246 338 | 259 469 |
|               | 2010    | 2011    | 2012    | 2013    | 2015    | 2020    |